# Eric Hobsbawm

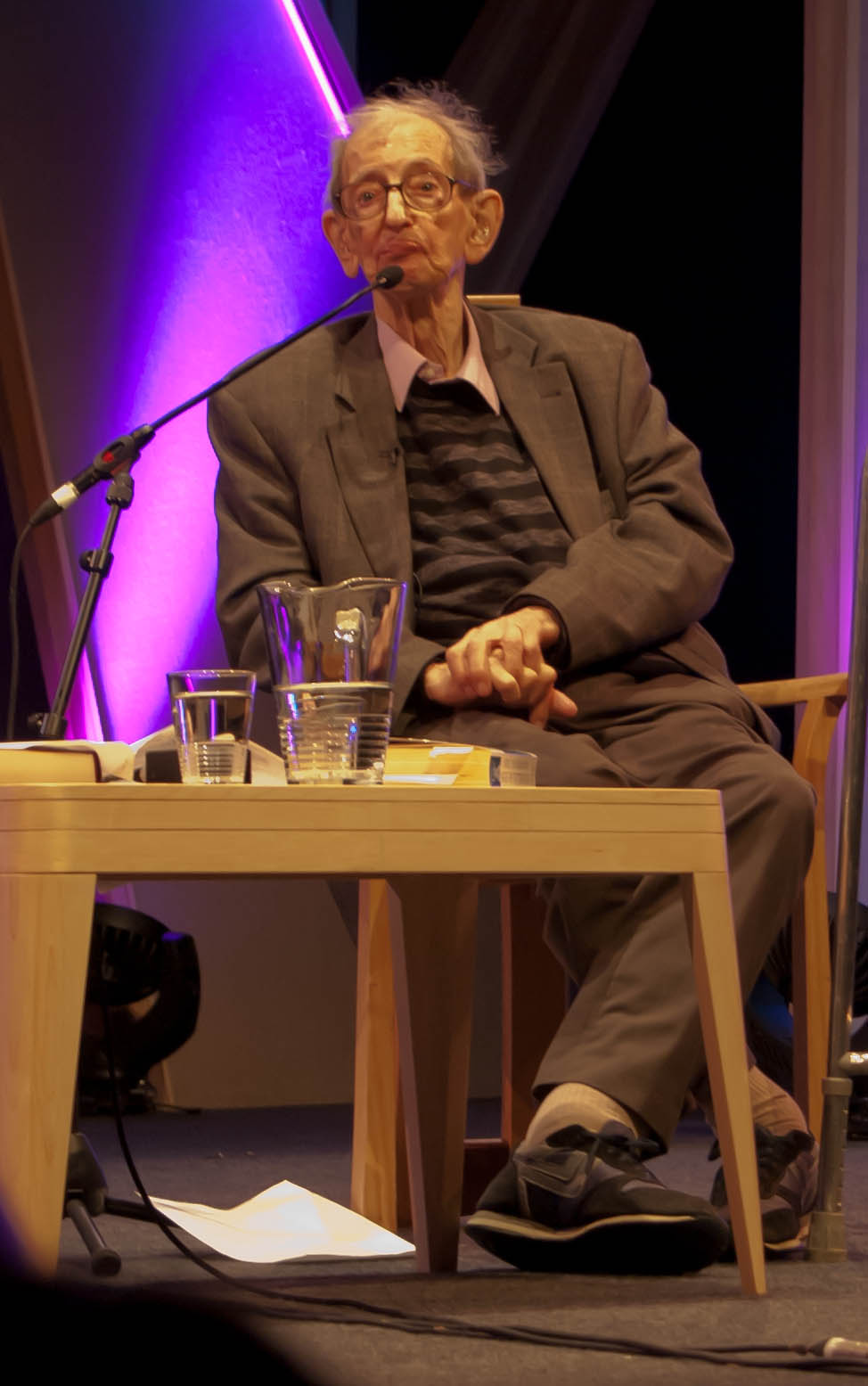
Der 93-jährige Eric Hobsbawm beim Literaturfestival im walisischen Bücherdorf Hay-on-Wye, Mai 2011

Eric John Ernest Hobsbawm CH (* 9. Juni 1917 in Alexandria, Sultanat Ägypten; † 1. Oktober 2012 in London) war ein marxistisch orientierter britischer Universalhistoriker mit sozial- und wirtschaftshistorischen Schwerpunkten. Weltweit bekannt wurde er mit seinem dreibändigen Werk zur Geschichte des „langen 19. Jahrhunderts“ und dem Ergänzungsband zum „kurzen 20. Jahrhundert“ sowie mit Überlegungen zu erfundener Tradition und Studien über die Arbeiterbewegung. Kritiker werfen ihm vor, er habe sich zu spät und zu wenig vom Stalinismus distanziert.

## Leben

### Familiärer Hintergrund und Geburt in Alexandria
Eric Hobsbawm entstammte einem jüdischen Elternhaus. Er war Sohn des britischen Kolonialbeamten Percy Hobsbaum und der Wiener Kaufmannstochter Nelly Grün, die später auch als Schriftstellerin und Übersetzerin tätig war. Die Großeltern, David und Rose Obstbaum, geboren in den 1840er Jahren, waren aus Warschau nach England eingewandert, wobei der Familienname mit H als Hobsbaum niedergeschrieben wurde. Die Hochzeit der Eltern fand, da das Paar im Ersten Weltkrieg gegnerischen Kriegsparteien angehörte, im britischen Konsulat in Zürich statt, mit Genehmigung des britischen Außenministers Sir Edward Grey. Da das Ehepaar in keinem der kriegführenden Länder leben konnte, reisten die Hobsbaums nach Alexandria, wo sie sich 1913 kennengelernt hatten.
Nach Erics Geburt wurden im dortigen britischen Konsulat sowohl der Geburtstag als auch der Nachname falsch aufgezeichnet – als Hobsbawm.

### Kindheit und Jugend in Wien und Berlin
Nach Kriegsende zog die junge Familie nach Wien, wo Eric Hobsbawm seine Kindheit zuerst in der Unteren Weißgerberstraße 45 im 3. Wiener Gemeindebezirk verbrachte und dann in die Villa Seutter in Wien-Hacking übersiedelte, von wo aus er die Volksschule besuchte. Das Familienleben in Wien bestand außerdem aus seinem Onkel Sidney und seiner Tante Grete (jeweils väterlicher- und mütterlicherseits), welche 1921 geheiratet hatten und deren Sohn Peter 1926 geboren wurde. Sie siedelten bald nach Berlin über, wo sie Hobsbawm im Jahre 1925 besuchte. Im Alter von etwa zehn Jahren nahm er erstmals bewusst Politik wahr, er erinnerte sich besonders an den Wiener Justizpalastbrand sowie ein Gespräch zweier Damen über Leo Trotzki.
Nach dem frühen Tod seines Vaters infolge eines Herzinfarktes 1929 und seiner Mutter an Tuberkulose 1931 zogen die verwaisten Kinder, Eric und seine jüngeren Schwester Nancy, für zwei Jahre zu einem Onkel nach Berlin. Diese zwei Jahre beschreibt er als den entscheidenden Abschnitt in seinem Leben. Er wurde als Schüler des Schöneberger Prinz-Heinrich-Gymnasiums Mitglied des Sozialistischen Schülerbundes, einer Unterorganisation der KPD, und war an der Zeitschrift Schulkampf beteiligt. Er begann, Marx zu lesen und wurde Kommunist. Ein einprägsamer Moment dieser Zeit war, als er 1933 auf dem Heimweg von der Schule am Bahnhof Berlin-Halensee in einer Zeitung die Schlagzeile von der Ernennung Hitlers zum Reichskanzler sah.

### Studium in Großbritannien, Zweiter Weltkrieg
Der Onkel zog 1934 aus beruflichen Gründen nach Edgware in England, der 17-jährige Hobsbawm und dessen Schwester mit ihm. Zu dieser Zeit hörte er erstmals Jazzmusik, die er später, wie viele andere Themen auch, literarisch behandelte. Nach dem Besuch der öffentlichen Schule studierte er mit einem Stipendium von 1936 bis 1939 am King’s College in Cambridge Geschichte und wurde Mitglied der Cambridge Apostles. Er lernte zu dieser Zeit Kommunisten kennen und wurde 1936 Mitglied der Communist Party of Great Britain (CPGB). Er galt nach 1975 als einer der Vordenker ihres eurokommunistischen Flügels. Mitte der 1930er Jahre waren er und viele seiner kommunistischen Freunde und Kollegen noch überzeugt vom baldigen Zusammenbruch des Kapitalismus.
Nach Ausbruch des Zweiten Weltkriegs meldete er sich freiwillig zum Militärnachrichtendienst, wurde jedoch wegen seiner politischen Gesinnung nicht aufgenommen. Schließlich leistete er Dienst in einer Sappeurdivision. Dies war jene Zeit, in der seine tiefe Verbundenheit zur englischen Arbeiterklasse entstand. Nach Kriegsende kehrte Hobsbawm zurück nach Cambridge und entschied sich, statt der nordafrikanischen Agrarreform die Geschichte des Fabianismus zu seinem Doktoratsthema zu machen.
Wie aus im Oktober 2014 veröffentlichten Dokumenten hervorgeht, geriet Hobsbawm aufgrund seiner, zunächst nur vermuteten, Mitgliedschaft in der Kommunistischen Partei ab 1942 in das Visier der britischen Geheimdienste MI5 und MI6. Diese überwachten ihn auch über das Ende des Zweiten Weltkrieges hinaus und verhinderten sowohl eine Verwendung Hobsbawms als außenpolitischer Berater der Regierung während des Krieges als auch eine spätere Berufung an die Universität Cambridge. Bis zu seinem Tode sollte ihm eine Einsichtnahme in die Akten des Geheimdienstes verwehrt bleiben.

### Wirken als Historiker
1947 nahm Hobsbawm seine erste Lehrtätigkeit am Birkbeck College der Universität London auf. 1948 veröffentlichte er sein erstes Werk, Labour’s Turning Point, welches Dokumente aus der Zeit des Fabianismus auswertet.
Ab 1946 war Hobsbawm zudem federführend an der Communist Party Historians Group beteiligt. Ihr gehörten zahlreiche bekannte Historiker der britischen Nachkriegszeit an, unter anderem auch Christopher Hill und E. P. Thompson. Aufgrund der Haltung der kommunistischen Partei Großbritanniens zur Niederschlagung des Ungarn-Aufstandes verließen viele Historiker der Gruppe 1956 die Partei. Hobsbawm kritisierte die Haltung der Partei ebenso, wie er dies später weitere Male tun sollte, blieb jedoch immer ihr Mitglied. Seine Werke wurden in der Sowjetunion nicht veröffentlicht. Im in der DDR erscheinenden Jahrbuch für Wirtschaftsgeschichte konnte Hobsbawm wiederholt veröffentlichen, im Impressum wurde er über Jahre als „beratender Mitarbeiter“ genannt.
Sein erstes großes und bedeutendes Werk legte Hobsbawm 1959 mit Primitive Rebels vor (ähnlich 1969 Bandits, welches 1999 ergänzt in Neuausgabe erschien). 1964 erschien die Essaysammlung Labouring Men (zum selben Thema 1984 in Worlds of Labour) und 1968 das Werk Industry and Empire. Schon 1962 veröffentlichte er den ersten Teil seines zentralen vierteiligen Werks, The Age of…, nämlich The Age of Revolutions. Die weiteren drei Teile erschienen 1975 (The Age of Capital), 1987 (The Age of Empire) und 1994 (The Age of Extremes).

### Gegenwartsanalysen
Nachdem sein Ruf als Historiker gefestigt war, gewannen auch seine Überlegungen zur gegenwärtigen Lage an Bedeutung. 1978 warf er in einem Artikel (The Forward March of Labour Halted?) die Frage auf, ob sich die Arbeiterbewegung als politische Kraft auf dem Rückzug befinde und inwiefern sie noch ein revolutionäres Subjekt im klassischen Sinn darstelle, was eine lebhafte Debatte in der kommunistischen Partei auslöste. Er blieb als einer ihrer bedeutendsten Intellektuellen Mitglied, bis sich diese nach dem Zusammenbruch der Sowjetunion 1991 auflöste. Während Hobsbawm in der CPGB persönlich kaum hervortrat, intervenierte er wiederholt publizistisch in die heftigen Flügelkämpfe, die in der Labour Party nach den Wahlniederlagen von 1979 und 1983 ausgetragen wurden. Bedeutung erlangten seine Stellungnahmen zugunsten der – in Abgrenzung von der hard left um Tony Benn so genannten – soft left um Neil Kinnock, als dessen „favourite Marxist“ Hobsbawm in den 1980er Jahren ironisierend bezeichnet wurde. Zuletzt widmete er sich der 2007/2008 ausgebrochenen weltweiten Wirtschaftskrise, die für ihn in einer Tragödie enden könnte, wenn nicht das Verhältnis zwischen Staat und Markt neu geregelt wird.

### Universitäre Karriere
Ab 1947 war Hobsbawm an der Universität tätig, jedoch aufgrund seiner marxistischen Orientierung insbesondere anfangs Widerständen ausgesetzt. Von 1971 bis zur Emeritierung 1982 hatte er an der Universität London eine Professur für Wirtschafts- und Sozialgeschichte inne. Zahlreiche Gastprofessuren führten ihn unter anderem an die Stanford University, an das Massachusetts Institute of Technology und an die Nationale Autonome Universität von Mexiko. Ab 1984 war er Inhaber des Lehrstuhls für Politik und Gesellschaft an der New School for Social Research in New York.

### Familie
1943 heiratete Hobsbawm Muriel Seaman, von ihr ließ er sich 1951 scheiden. Während der 50er Jahre hatte er eine Beziehung mit Marion Bennathan, aus der sein erster Sohn hervorging. 1962 heiratete er Marlene Schwarz und zeugte mit ihr eine Tochter und einen Sohn. Eric Hobsbawm hinterließ seine Frau Marlene, seine drei Kinder, sieben Enkel und einen Urenkel.

### Späte Jahre und Tod

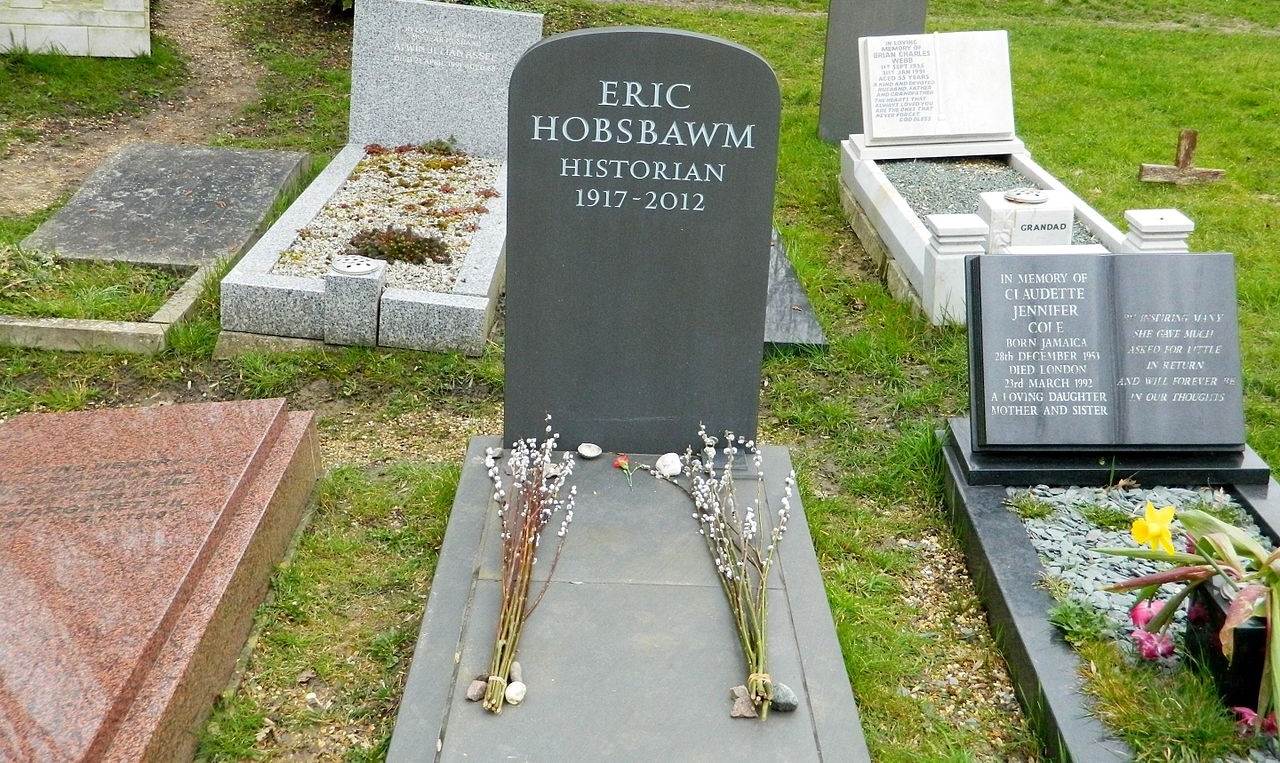
Grab von Eric Hobsbawm auf dem Highgate Cemetery in London

Ab den 1980er und insbesondere 1990er Jahren wurde Hobsbawm als Historiker breite Anerkennung von Politik und Wissenschaft zuteil. Tony Blair erhob ihn schließlich 1998 zum Companion of Honour, viele weitere Ehrentitel folgten. In dieser Zeit veröffentlichte Hobsbawm unter anderem Uncommon People (1998) und seine Autobiographie Interesting Times (2002). 2007 wurde das Buch Globalisation, Democracy and Terrorism veröffentlicht. Sein letztes veröffentlichtes Werk war ein 2011 erschienener Sammelband mit Essays, in dem die Relevanz der Marxschen Theorie betont wird (How to Change the World: Tales of Marx and Marxism).
Durch einen Sturz im Jahr 2010 wurde seine Mobilität erheblich eingeschränkt. Eric Hobsbawm starb am 1. Oktober 2012 im Londoner Royal Free Hospital an einer Lungenentzündung. Sein Tod fand ein breites Echo in den Medien.

## Kritik
Hobsbawms Reflexion des Stalinismus wurde wiederholt als „unkritisch“ kritisiert. So bejahte er die Frage, ob ein Erfolg des Kommunismus und das Erreichen einer strahlenden Zukunft („radiant tomorrow“) die Millionen Todesopfer des Stalinismus hätte rechtfertigen können. Auch nach Stalins Tod verteidigte Hobsbawm die Sowjetunion und kommunistische Regime sowie die Rolle der Kommunisten im Spanischen Bürgerkrieg, die auf Seiten der Republik gekämpft hatten, während die Regierungen der großen westlichen Staaten sich neutral verhalten und jegliche Unterstützung der demokratischen Kräfte gegen den Franquismus abgelehnt hatten. In der rechtskonservativen Boulevardzeitung „Daily Mail“ wurde er deshalb als „nützlicher Idiot“ der kommunistischen Machthaber bezeichnet.Genauso warf die Daily Mail ihm Doppelmoral vor, da er trotz seiner politischen Überzeugungen selbst ein millionenschweres Vermögen besessen haben soll.

## Werk
Hobsbawm widmete sich besonders der Epoche von 1789 bis 1914, der er eine eigene Trilogie widmete (Das lange 19. Jahrhundert):
- The Age of Revolution: 1789–1848 (Europäische Revolutionen: 1789–1848), 1962
- The Age of Capital: 1848–1875 (Die Blütezeit des Kapitals. Eine Kulturgeschichte der Jahre 1848–1875), 1975
- The Age of Empire 1875–1914 (Das imperiale Zeitalter 1875–1914), 1987.

Im Zusammenhang damit wandte Hobsbawm sein Interesse der Entwicklung der Arbeiterbewegung zu, den heraufsteigenden nationalistischen Ideologien und den unterschiedlichen Formen von Sozialrevolte. Am bekanntesten wurde seine Analyse des „kurzen 20. Jahrhunderts“ (The Age of Extremes: A History of the World 1914–1991 – deutsch als: Das Zeitalter der Extreme: Weltgeschichte des 20. Jahrhunderts 1914–1991).
Über die Arbeiterbewegung veröffentlichte er 35 Aufsätze („Studies in the History of Labour“) in zwei Bänden: Labouring Men und Worlds of Labour. Das Spektrum umfasst Abhandlungen über Maschinenstürmer, Arbeiteraristokratie, über Klassenbewusstsein, Arbeiterkultur, das Verhältnis von Sozialismus und Religion, von Arbeiterbewegung und Menschenrechten sowie Kapitel der Entwicklung gewerkschaftlicher Organisierung.
Für die internationale Diskussion des Umgangs mit Geschichte war insbesondere von Einfluss der von Hobsbawm zusammen mit Terence Ranger eingeführte Begriff der „erfundenen Tradition“ (invention of tradition). „Erfundene Traditionen“ sind historische Fiktionen, die suggerieren, etwas sei „immer schon“ Element der eigenen Geschichte gewesen. Ein prägnantes Beispiel ist der sogenannte Schottenrock, eine Erfindung des ausgehenden 18. Jahrhunderts, die im Laufe des 19. Jahrhunderts auf angeblich keltische Wurzeln zurückgeführt wurde. Auch die modernen Olympische Spiele können dafür als Beispiel dienen, zumal Hobsbawm sich auch mit erfundenen Traditionen im Sport befasste.
In Das Zeitalter der Extreme, einer weiteren Trilogie (in einem Band), die Hobsbawm mit dem Beginn des Ersten Weltkriegs einsetzen und mit dem Zerfall der Sowjetunion zu Ende gehen lässt, interpretiert er das „kurze 20. Jahrhundert“. Die Untergliederung in drei Epochen umfasst hier das „Katastrophenzeitalter“ (1914 bis 1945) mit den zwei Weltkriegen, den Schrecken der großen Diktaturen und der Weltwirtschaftskrise, dann das „Goldene Zeitalter“ der Wiederaufbauperiode, die Vollbeschäftigung, Wirtschaftswachstum und Wohlstand für viele brachte (1945 bis Mitte der siebziger Jahre). Die dritte Periode nennt Hobsbawm den „Erdrutsch“ (landslide).
In seiner Autobiographie Interesting Times legt Hobsbawm in rückhaltsloser Ehrlichkeit die persönlichen und familiären Wurzeln seines Engagements dar.
In seinem Buch Ungewöhnliche Menschen (englisch Uncommon People) beschrieb er „Widerstand, Rebellion und Jazz“. Die Themen der einzelnen Aufsätze reichen von Thomas Paine über die Geschichte des Maifeiertags bis zum Mai 1968 und Billie Holiday.
Hobsbawm publizierte auch in zahlreichen Zeitschriften, unter anderem in dem bis 1989 bestehenden, seit dem Ende der 1960er-Jahre eurokommunistisch orientierten Wiener Tagebuch. Neben seinen akademischen und historischen Arbeiten publizierte Eric Hobsbawm in den fünfziger Jahren auch Jazzkritiken in der Zeitschrift New Statesman. Diese Kritiken erschienen, ebenso wie sein 1959 erschienenes Buch The Jazz Scene, unter dem Pseudonym Francis Newton, das an den Namen der US-amerikanischen Jazztrompeters Frankie Newton angelehnt ist.

## Auszeichnungen
- Mitglied der British Academy (1976) und der American Academy of Arts and Sciences (1971). Er erhielt zahlreiche Ehrendoktortitel.*
- 1995: Lionel Gelber Prize
- 1997: Victor-Adler-Staatspreis
- 1998: Order of the Companions of Honour
- 1999: Leipziger Buchpreis zur Europäischen Verständigung (Hauptpreis)
- 2000: Ernst-Bloch-Preis
- 2003: Balzan-Preis für Europäische Geschichte seit 1900[17]
- 2003: Ehrenmedaille der Bundeshauptstadt Wien in Gold
- 2008: Ehrenbürger von Wien
- 2008: Ehrendoktor der Universität Wien
- 2008: Ehrendoktor der Universität Prag
- 2008: Bochumer Historikerpreis

## Schriften
- The Jazz Scene. Faber & Faber, London 2014, ISBN 0-571-32010-4 (zuerst 1959 unter dem Pseudonym Francis Newton).
- Primitive Rebels. Studies in archaic forms of social movement in the 19th and 20th centuries. 1959.
  - dt. Ausgabe: Sozialrebellen. Archaische Sozialbewegungen im 19. und 20. Jahrhundert. Übersetzt von Renate Müller-Isenberg und C. Barry Hyams. Luchterhand, Neuwied/Berlin 1962; Focus, Gießen 1979, ISBN 3-88349-202-7.
- The Age of Revolution. Europe 1789–1848. 1962, ISBN 0-349-10484-0.
  - dt. Ausgabe: Europäische Revolutionen. 1789 bis 1848. Übersetzt von Boris Goldenberg. Kindler, Zürich 1962; erneut 1978, ISBN 3-463-13715-1.
- Labouring Men. Studies in the History of Labour. Weidenfels and Nicolson, London 1964 (zahlreiche Nachauflagen).
- Industry and Empire. 1968.
  - dt. Ausgabe: Industrie und Empire. Britische Wirtschaftsgeschichte seit 1750. 2 Bände, übersetzt von Ursula Margetts. Suhrkamp, Frankfurt 1969.
- Bandits. 1969.
  - dt. Ausgabe: Die Banditen. Suhrkamp, Frankfurt 1972, ISBN 3-518-06566-1; Neuausgabe unter dem Titel Die Banditen. Räuber als Sozialrebellen, übersetzt von Rudolf Weys und Andreas Wirthensohn. Hanser, München 2007, ISBN 978-3-446-20941-1.[18]
- Revolutionaries. Contemporary essays. 1973.
  - dt. Ausgabe: Revolution und Revolte. Aufsätze zum Kommunismus, Anarchismus und Umsturz im 20. Jahrhundert. Übersetzt von Irmela Rütters und Rainer Wirtz. Suhrkamp, Frankfurt 1977, ISBN 3-518-07433-4.
- The Age of Capital. 1848–1875. 1975, ISBN 0-349-10480-8.
  - dt. Ausgabe: Die Blütezeit des Kapitals. Eine Kulturgeschichte der Jahre 1848–1875. Übersetzt von Johann George Scheffner. Kindler, München, ISBN 3-463-00694-4; Fischer Taschenbuch, Frankfurt 1980, ISBN 3-596-26404-9.
- mit Giorgio Napolitano: Auf dem Weg zum historischen Kompromiss. Ein Gespräch über Entwicklung und Programmatik der KPI. Übersetzt von Sophie G. Alf. Suhrkamp, Frankfurt 1977, ISBN 3-518-00851-X.
- The Forward March of Labour Halted? (PDF; 114 kB). In: Marxism Today. September 1978, S. 279–286.
- Worlds of Labour. Further Studies on the History of Labour. Weidenfels and Nicolson, London 1984.
- The Age of Empire. 1987.
  - dt. Ausgabe: Das imperiale Zeitalter. 1875–1914. Übersetzt von Udo Rennert. Campus, Frankfurt 1989, ISBN 3-593-34132-8; Fischer, Frankfurt 2004, ISBN 3-596-16391-9.
- Nations and Nationalism since 1780. Programme, myth, reality. 1990.
  - dt. Ausgabe: Nationen und Nationalismus. Mythos und Realität seit 1780. Übersetzt von Udo Rennert. Campus, Frankfurt 1991, ISBN 3-593-34524-2; dtv, München 1996, ISBN 3-423-04677-5; erweiterte Auflage Campus, Frankfurt 2004, ISBN 3-593-37498-6; Bundeszentrale für politische Bildung, Bonn 2005, ISBN 3-89331-646-9.
- Age of Extremes. The short twentieth century 1914–1991. 1994.
  - dt. Ausgabe: Das Zeitalter der Extreme. Weltgeschichte des 20. Jahrhunderts. Übersetzt von Yvonne Badal. Hanser, München 1995, ISBN 3-446-16021-3; dtv, München 1998, ISBN 3-423-30657-2.
- On History. 1997 (Vorlesungen, Reden, Aufsätze und Rezensionen zur Geschichtswissenschaft).
  - dt. Ausgabe: Wieviel Geschichte braucht die Zukunft? Übersetzt von Udo Rennert. Hanser, München/Wien 1998, ISBN 3-446-19483-5; dtv, München 2001, ISBN 3-423-30818-4.
- Uncommon People. Resistance, rebellion and jazz. 1998.
  - dt. Ausgabe: Ungewöhnliche Menschen. Über Widerstand, Rebellion und Jazz. Übersetzt von Thorsten Schmidt. Hanser, München 2001, ISBN 3-446-19761-3; dtv, München 2003, ISBN 3-423-30873-7.
- Das Gesicht des 21. Jahrhunderts. Ein Gespräch mit Antonio Polito. Übersetzt von Udo Rennert. Hanser, München 2000, ISBN 3-446-19761-3; dtv, München 2002, ISBN 3-423-30844-3.
- Interesting Times. A twentieth-century life. 2002 (Autobiographie).
  - dt. Ausgabe: Gefährliche Zeiten. Ein Leben im 20. Jahrhundert. Übersetzt von Udo Rennert. Hanser, München 2003, ISBN 3-446-20375-3; dtv, München 2006, ISBN 978-3-423-34284-1.[19]
- Globalisation, Democracy and Terrorism. 2007 (Aufsatzsammlung).
  - dt. Ausgabe: Globalisierung, Demokratie und Terrorismus. Übersetzt von Andreas Wirthensohn. dtv, München 2009, ISBN 978-3-423-24769-6.
- Kunst und Kultur am Ausgang des 20. und am Beginn des 21. Jahrhunderts. Picus, Wien 2008, ISBN 978-3-85452-361-1.
- Zwischenwelten und Übergangszeiten. Interventionen und Wortmeldungen. Herausgegeben von Friedrich-Martin Balzer und Georg Fülberth. PapyRossa, Köln 2009, ISBN 978-3-89438-405-0 (listet mehr als hundert Veröffentlichungen Eric Hobsbawms in deutscher Sprache bzw. deutscher Übersetzung).
- Wege der Sozialgeschichte. Ansprache anlässlich der Verleihung des dritten Bochumer Historikerpreises (= Schriften der Bibliothek des Ruhrgebiets. Bd. 28). Klartext, Bochum 2009, ISBN 978-3-8375-0229-9.
- How to change the world: Tales of Marx and Marxism. Little, Brown, London 2011.
  - dt. Ausgabe: Wie man die Welt verändert: Über Marx und den Marxismus. Übersetzt von Thomas Atzert und Andreas Wirthensohn. Carl Hanser, München 2012, (Hardcover: ISBN 978-3-446-24000-1) und 2014 (Taschenbuch: ISBN 978-3-423-34812-6).[20]
- Viva la Revolucion: Hobsbawm on Latin America. Little, Brown, London 2016, ISBN 978-1-4087-0707-4.

## Dokumentation
Unter der Regie von Anthony Wilks entstand die Dokumentation Eric Hobsbawm: The Consolations of History, produziert für die London Review of Books. Die Produktion wurde im April 2021 veröffentlicht.